# Alvin Purple
Alvin Purple  é um filme de comédia australiano de 1973 estrelado por Graeme Blundell, escrito por Alan Hopgood e dirigido por Tim Burstall.